# Wleń
Wleń ['vlɛɲ] (deutsch Lähn) ist eine Stadt im Powiat Lwówecki der Woiwodschaft Niederschlesien in Polen. Sie ist Sitz der gleichnamigen Stadt-und-Land-Gemeinde mit 4214 Einwohnern (Stand 31. Dezember 2020).

## Geographische Lage
Die Kleinstadt liegt am Fluss Bober, 15 Kilometer südöstlich der Kreisstadt Lwówek Śląski (Löwenberg) und 15 Kilometer nördlich von Jelenia Góra (Hirschberg).

## Geschichte

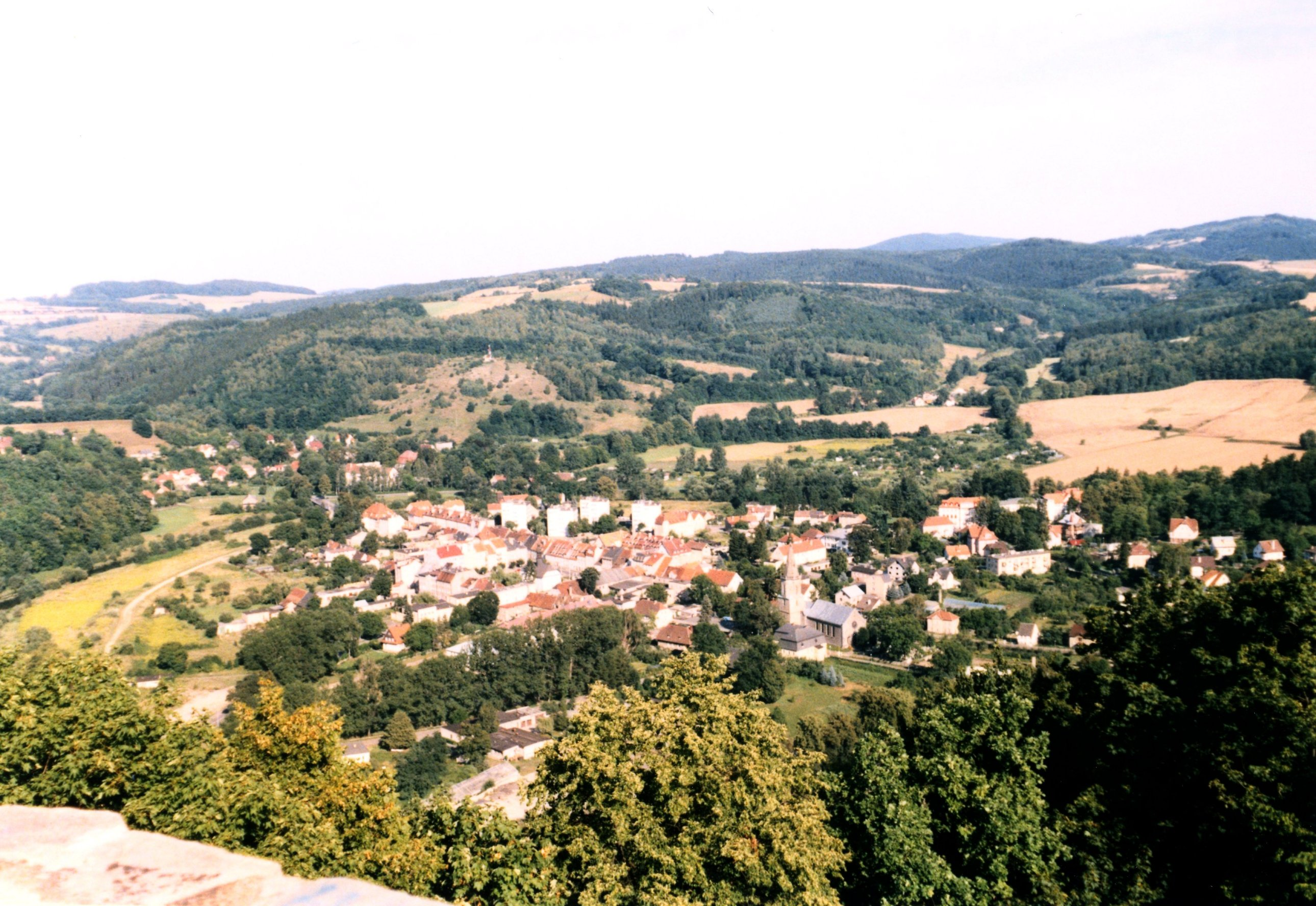
Blick von der Burg auf das Stadtgebiet

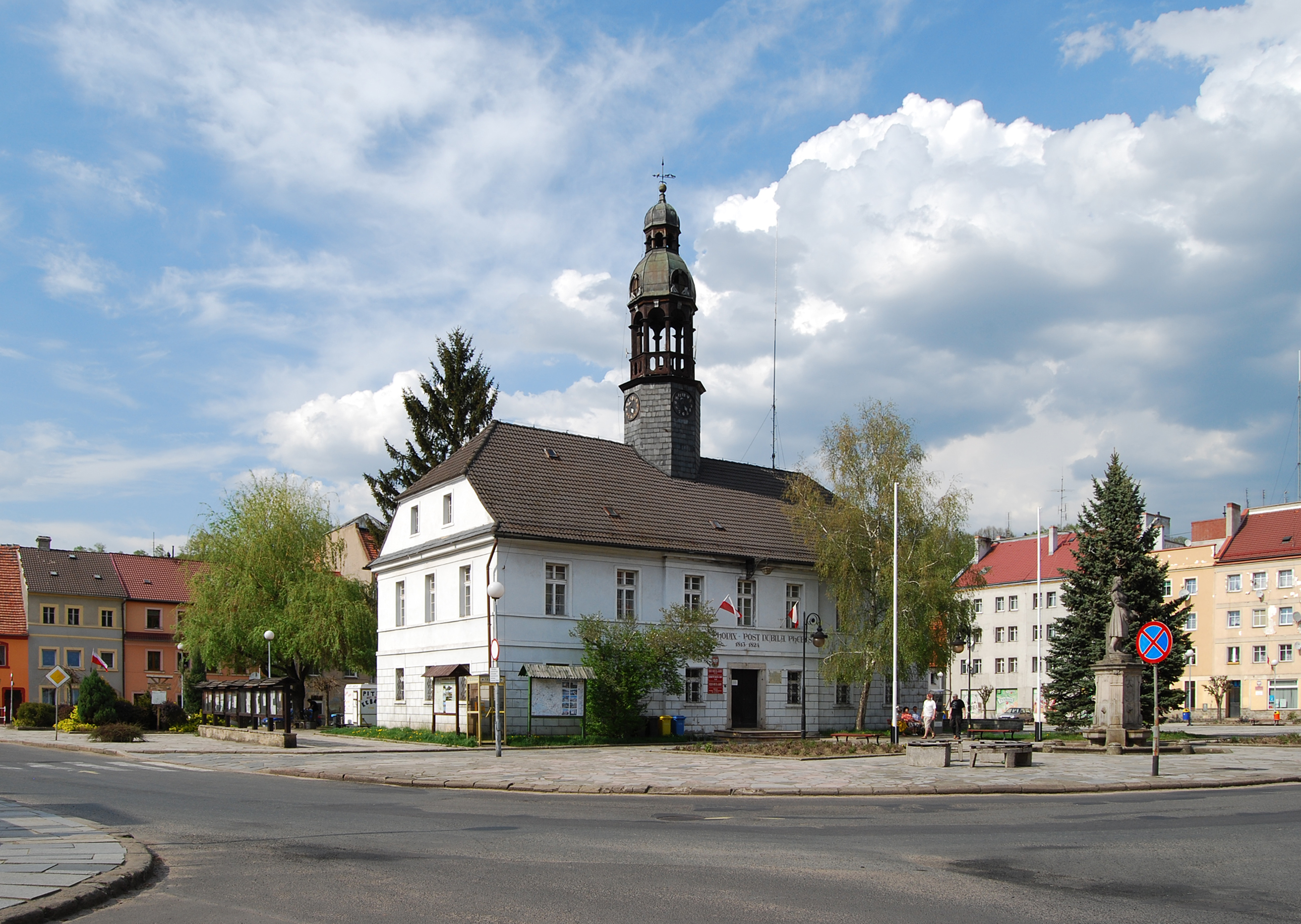
Rathausplatz mit Rathaus

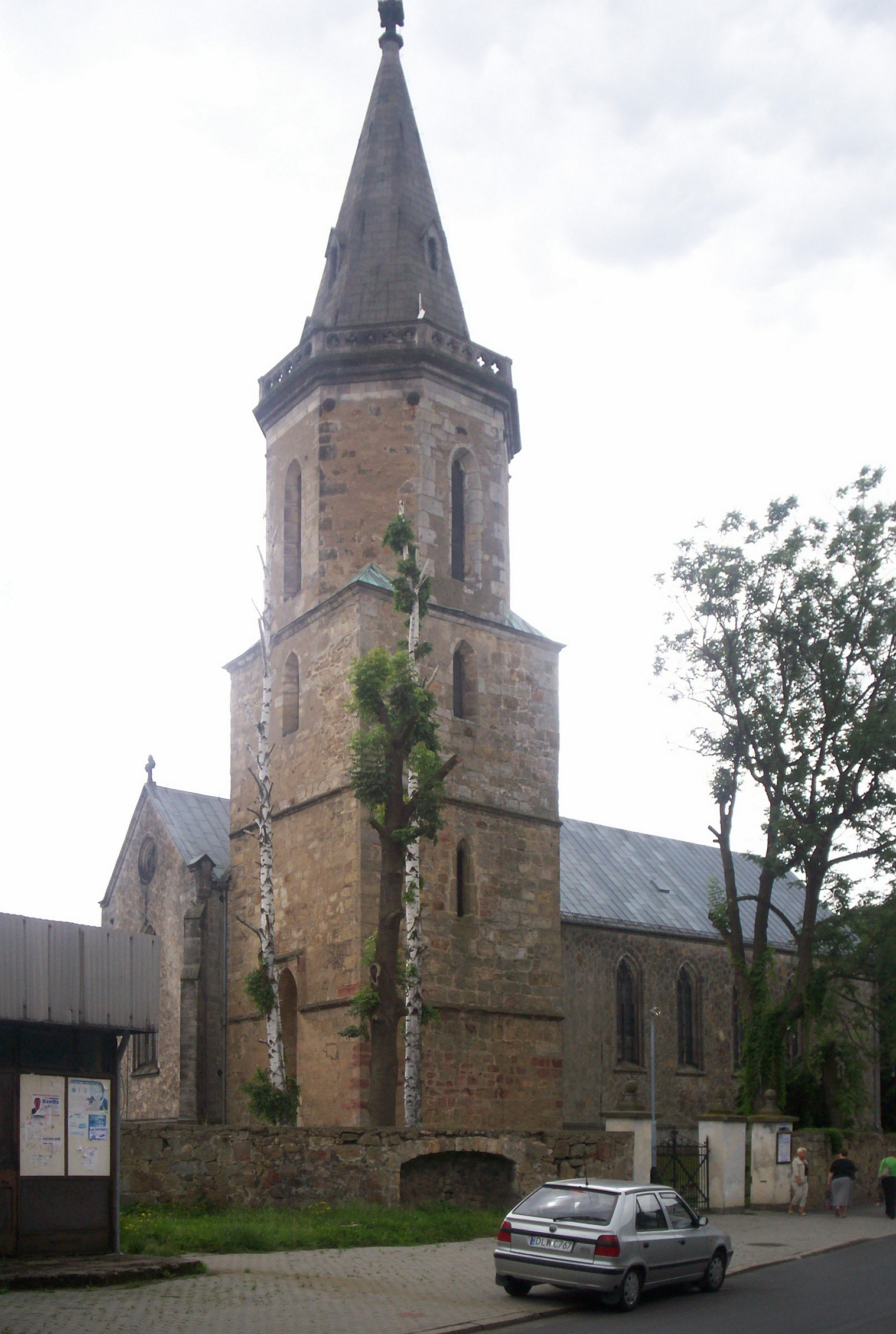
Pfarrkirche

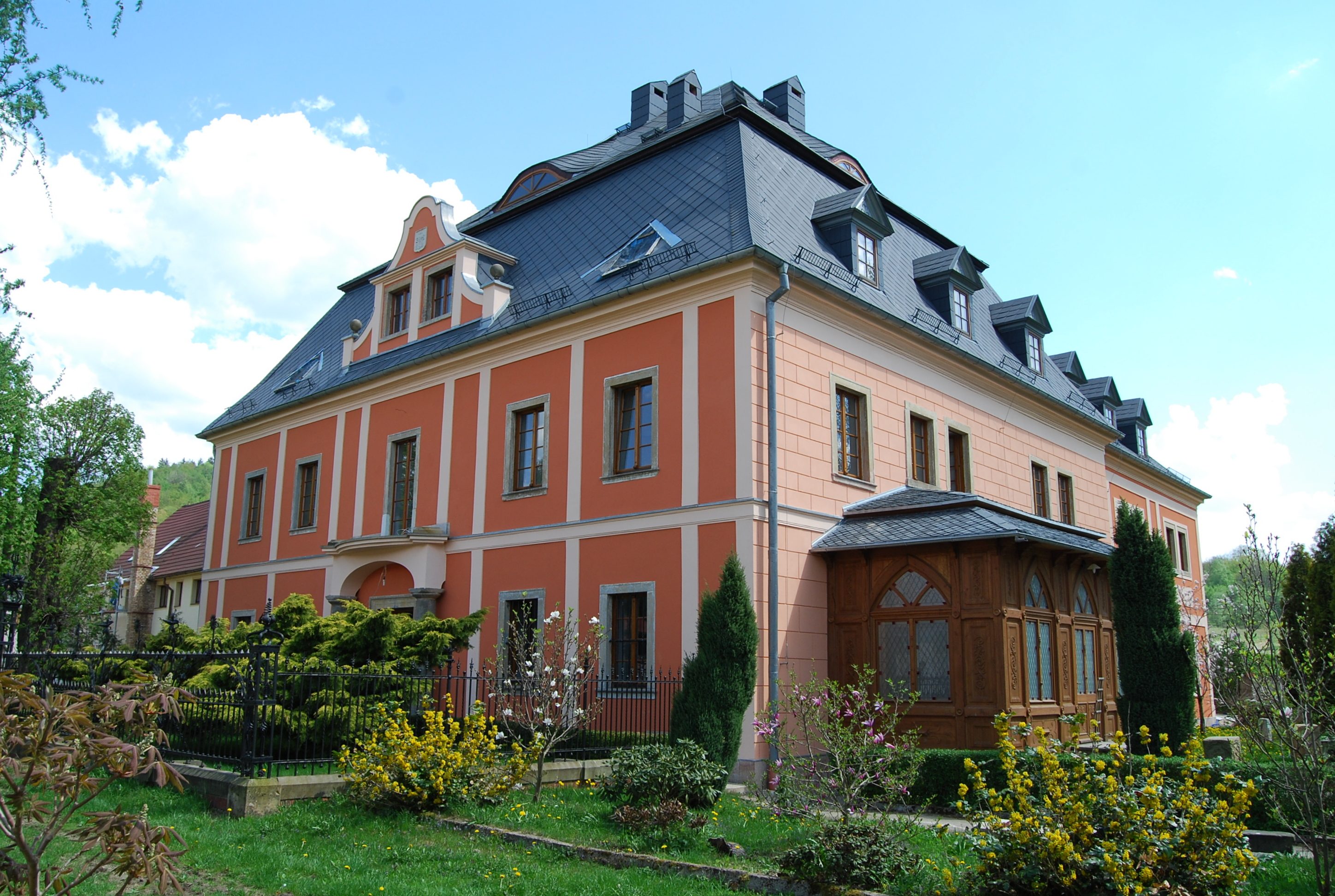
Schloss Kleppelsdorf

Lähn wurde im Jahre 1214 von Herzog Heinrich I. und seiner Gemahlin Hedwig von Andechs als Stadt gegründet. Oberhalb der Stadt befindet sich die 1646 zerstörte Burg Lehnhaus (Lähnhaus). Unterhalb der Ruine befanden sich die Hedwigskapelle von 1662 und das Barockschloss mit Park. Am 18. August 1813 wurde Lähn von italienischen Söldnern, die den Russen unter Kaiserow weichen mussten, bis auf die Kirchen und wenige Häuser niedergebrannt. Gegen Ende des ersten Quartals des 19. Jahrhunderts hatte der Ort 171 Häuser. Am Anfang des 20. Jahrhunderts hatte Lähn eine evangelische Kirche, eine katholische Kirche, ein Pädagogium, ein Amtsgericht, Sandsteinbrüche und einige mittelständische gewerbliche Betriebe.
Die Stadt Lähn gehörte 1945 zum Landkreis Löwenberg im Regierungsbezirk Liegnitz der preußischen Provinz Niederschlesien des Deutschen Reichs.
Nach Ende des Zweiten Weltkrieges wurde Lähn zusammen mit fast ganz Schlesien von der sowjetischen Besatzungsmacht unter polnische Verwaltung gestellt und von der örtlichen polnischen Verwaltungsbehörde in Wleń umbenannt, abgeleitet von der Erwähnung des Ortes als Wlan in einer päpstlichen Urkunde von 1155 (siehe Knoblich 1863, S. 10). Die einheimische deutsche Bevölkerung wurde, soweit sie nicht schon vorher geflohen war, 1945/46 vertrieben.
Von 1975 bis 1998 gehörte die Stadt zur Woiwodschaft Jelenia Góra (Hirschberg).
Im Juni 2014 fand in der Stadt eine Gedenkfeier anlässlich ihres 800-jährigen Bestehens statt.

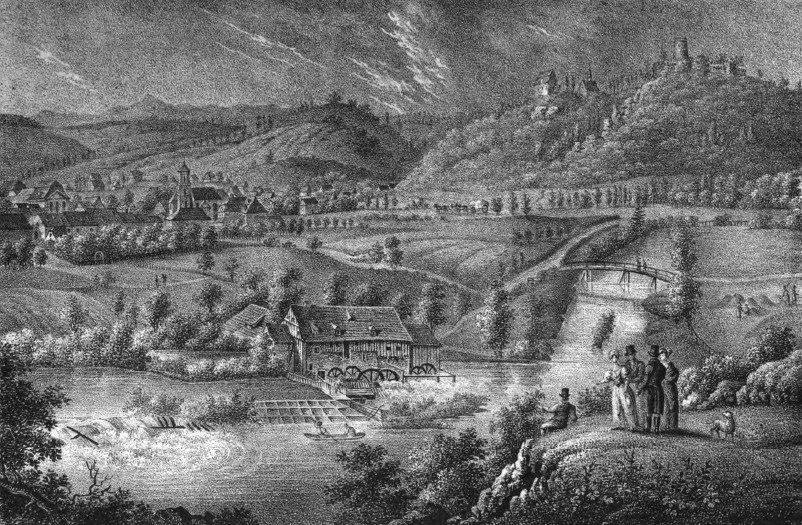
Lähn um etwa 1825, mit der Ruine der Burg Lehnhaus oberhalb der Stadt
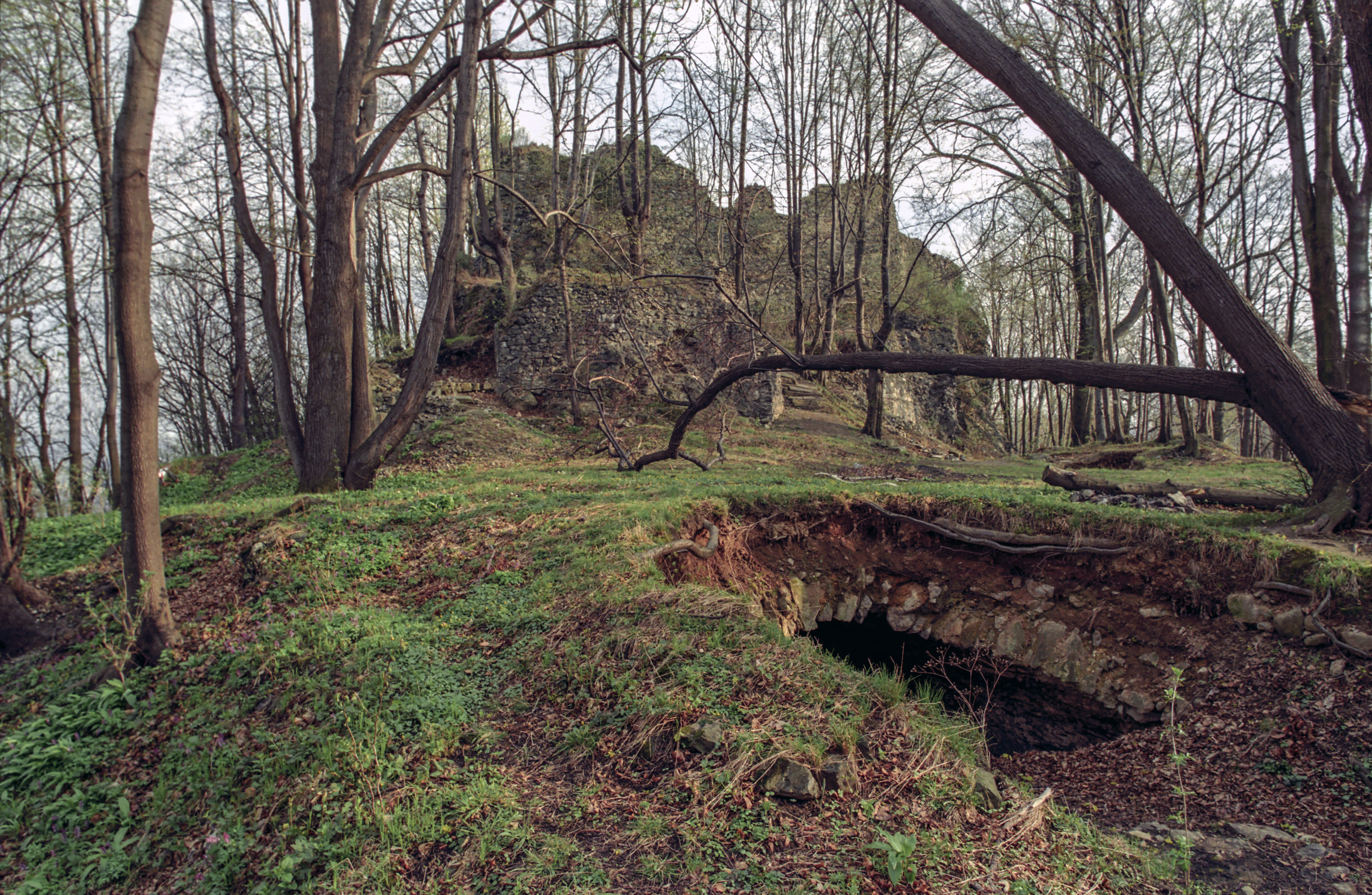
Burgruine heute

### Bevölkerungsentwicklung
| Jahr | Einwohner | Anmerkungen                             |
| ---- | --------- | --------------------------------------- |
| 1825 | 0826      | davon 184 Katholiken                    |
| 1829 | 0800      | davon 164 Katholiken                    |
| 1840 | 0 942     | davon 690 Evangelische                  |
| 1890 | 1094      | vorwiegend Evangelische, 258 Katholiken |
| 1900 | 1062      | meist Evangelische                      |
| 1933 | 1433      | [ 7 ]                                   |
| 1939 | 1460      | [ 7 ]                                   |

## Gemeinde
Zur Stadt-und-Land-Gemeinde (gmina miejsko-wiejska) Wleń mit einer Fläche von 86 km² gehören die Stadt selbst und zwölf Dörfer mit Schulzenämtern.

## Sehenswürdigkeiten
- Rathaus auf dem Marktplatz
- Schloss Kleppelsdorf (Pałac Książęcy) aus dem 16. Jahrhundert[8]

## Persönlichkeiten
- Valentin Alberti (1635–1697), deutscher lutherischer Theologe
- Oskar Jerschke (1861–1928), Dichterjurist
- Bernhard Strehler (1872–1945), deutscher Priester
- Hans Helmut Straub (1941–2022), deutscher Schauspieler